# Neonomopleus recaldei
Neonomopleus recaldei là một loài bọ cánh cứng trong họ Elateridae. Loài này được Sanchez Ruiz & Zapata năm de la Vega miêu tả khoa học năm 2005.